# فيكتور باربو
فيكتور باربو هو كاتب كندي، ولد في 17 أغسطس 1894 في مونتريال في كندا، وتوفي بنفس المكان في 19 يوليو 1994.